# Kazan'in Morokata
Kazan'in Morokata (花山院師賢), 1301-novembre 1332, est un noble et poète japonais de l'époque de Kamakura. Fils de Kazan'in Moronobu, il est vénéré au Komikado-jinja, sanctuaire shinto situé à Narita, dans la préfecture de Chiba.
Kazan'in Iekata est un de ses enfants.